# 라오메돈 (미틸리니)

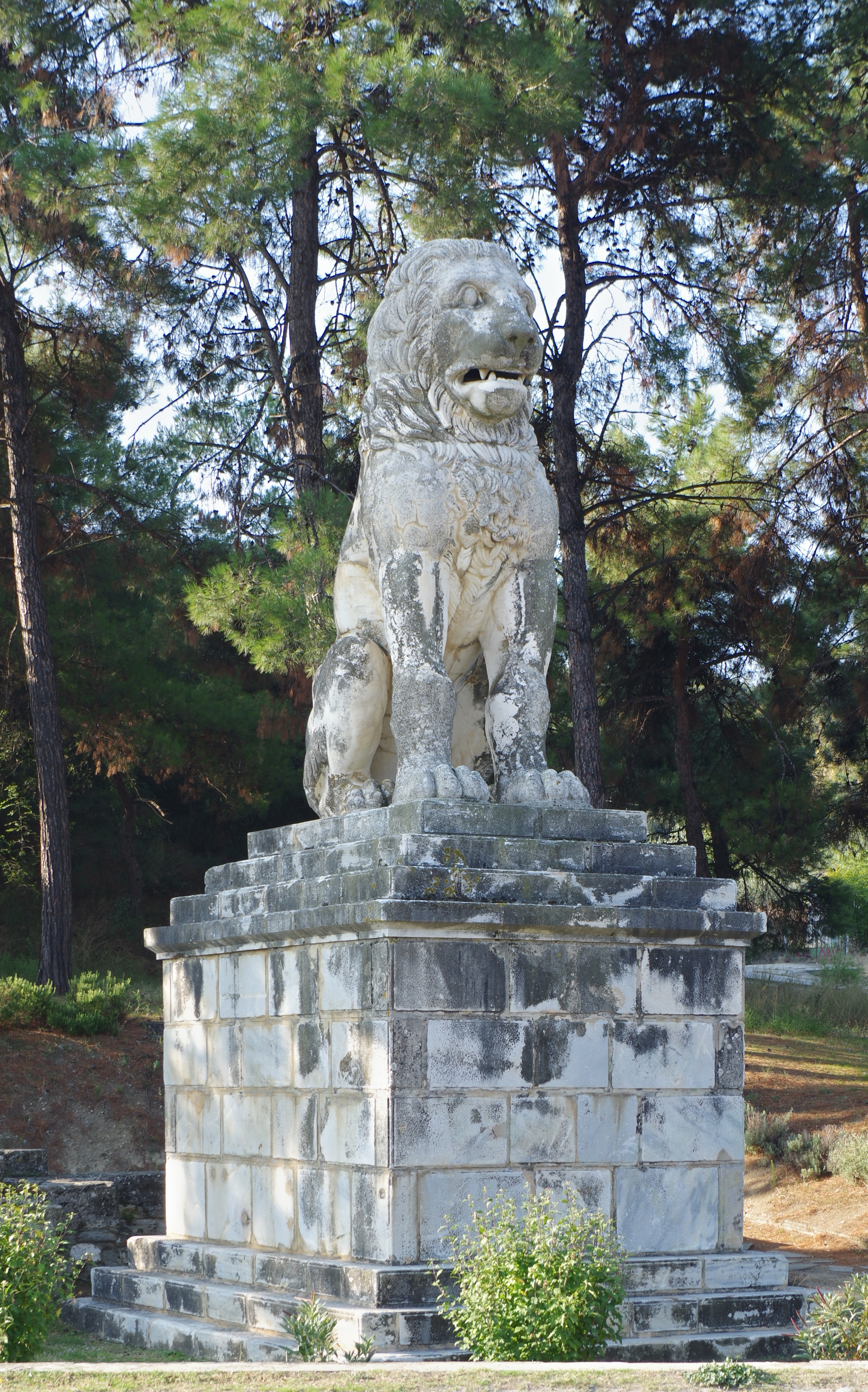

미틸리니의 라오메돈(고대 그리스어: Λαoμέδων ὁ Μυτιληναῖος, Laomedon of Mytilene, 생몰년 불명)은 기원전 4세기 마케도니아 왕국의 알렉산더 3세의 친구이자, 장군이다. 알렉산더 대왕의 장군으로 처음 언급이 되는 것은 알렉산더의 인도 원정에서였다.

## 생애
라오메돈은 레스보스 섬의 미틸리니에서 라리코스의 아들로 태어났다. 알렉산더 3세가 이복형제 아리다이오스의 결혼을 둘러싸고 아버지 필리포스 2세와 갈등을 겪었다. 알렉산더의 친구였던 라오메돈은 네아르코스, 프톨레마이오스, 하르팔로스, 그리고 형제인 에리귀이오스 등과 함께 필리포스에 의해 추방당했다. 기원전 336년, 알렉산더의 아버지 필리포스 2세의 사후 알렉산더와 친구들은 귀국하여 최고의 영예와 대우를 받았다.
기원전 334년부터 시작된 알렉산더 대왕의 동방원정에 라오메돈도 동행했다. 페르시아어에 능통했기 때문에 그는 포로 관리 업무를 담당했지만, 눈에 띄는 다른 역할과 활약은 보이지 않는다.
기원전 323년, 알렉산더 대왕의 갑작스런 죽음으로 후계자를 결정하기 위해 바빌론에서 ‘바빌론 회의’가 개최되었다. 이곳에서 알렉산더의 후계자들은 후임 왕을 결정하고, 속령과 지위를 분배하였다. 라오메돈은 중요한 지역이었던 시리아의 태수로 임명되었다. 기원전 321년, 유력자 페르디카스가 이집트에서 사망한 후 개최된 ‘트리파라디소스 분할 회의’에서도 라오메돈은 그 지위를 유지했다.
그러나 라오메돈 영지는 세력 확대를 도모하는 이웃 나라 이집트의 태수 프톨레마이오스의 표적이 되었다. 프톨레마이오스는 시리아 통치권을 포기하는 대가로 라오메돈에게 거액의 재물을 제안했지만, 거부당했다. 그래서 프톨레마이오스는 니카노르 장군을 보내 시리아를 침략하였다. 라오메돈은 니카노르에게 패해 포로로 붙잡혀 이집트로 송환되었다.
그러나 라오메돈은 간수를 매수하여 도주에 성공하여 카리아의 알케타스에게 합류했다. 알케타스는 기원전 320년 〈크레토폴리스 전투〉에서 안티고노스에 패배를 당했고, 알케타스의 무리는 흩어졌다. 그 후 라오메돈 소식의 역할과 거처에 대해 알려진 바는 없다.

## 참고 문헌
- 앗피아노스의 《로마사》의 시리아 전쟁의 영어 번역
- 아리아노스의 《알렉산더 대왕의 동방원정》
- 디오도로스의 비블리오테카 히스토리카 영어 번역
- 폼페이우스 트로구스, 유니아누스 유스티누스의 《지중해 세계사》, 교토 대학 학술 출판회, 1998년